# 第47步兵師 (德國國防軍)
第47步兵師（德語：47. Infanterie-Division）是納粹德國國防軍陸軍的一個步兵師。該師於1944年2月組建。
該師由第156後備師改編。改編後派往西線，抵抗盟軍入侵後不敵，於1944年9月撤至蒙斯路上被圍殲。
該師不久重建，並改編為第47國民擲彈兵師，第47步兵師番號直到1945年德國投降再也沒有重新使用。

## 註腳
1. ↑  Mitcham（2007年）